# معین بسیسو
معین توفیق بسیسو (۱۹۲۶ – ۲۳ ژانویه ۱۹۸۴) متولد غزه در فلسطین، شاعر فلسطینی بود که در مصر زندگی می‌کرد و در آنجا برای نخستین بار به جهان شعر وارد شد.
او در سال ۱۹۸۴، تحصیلات مقدماتی و تکمیلی خود را در غزه انجام داده و نخستین اثر خود را در نشریهٔ الحریه، چاپ یافا در سال ۱۹۴۶ به چاپ رساند. دو سال بعد، در سال ۱۹۴۸، در دانشگاه آمریکایی قاهره نامنویسی کرد و در سال ۱۹۵۲ از آنجا فارغ التحصیل شد. موضوع پایان نامهٔ وی «سرفصل و سخنرانی در رسانه‌های ناحیه جنوب» بود که به مرزهای میان رادیو و تلویزیون از یک سو و مطبوعات از سوی دیگر می‌پرداخت. بسیسو در زندگی اش، خیلی زود با فعالیت‌های ملی و دمکراتیک درگیر شد و سپس خود را وقف شعر و آموزگاری کرد. وی در ۲۷ ژانویهٔ ۱۹۵۲ نخستین کار خود را با نام پیکار (Arabic: المعرکة) چاپ نمود. بسیسو سال‌های ۱۹۵۵ تا ۱۹۵۷، و ۱۹۵۹ تا ۱۹۶۳ را در مصر در زندان گذراند، و در سال ۱۹۸۴ در لندن بر اثر سکتهٔ قلبی درگذشت.

## آثار
- شعرهایی بر بام پنجره، ترجمه فریدون گیلانی، انتشارات شعر و قصه [۱]

## جوایز و نشان‌ها
آثار بسیسو تا کنون به زبان‌های انگلیسی، فرانسوی، آلمانی، روسی، آذری، ازبکی، ایتالیایی، اسپانیایی، ژاپنی، ویتنامی و فارسی ترجمه شده‌است. وی جایزهٔ ادبی آفرو-آسیایی لوتوس را دریافت داشته و معاونت ویرایشگری رئیس مجلهٔ لوتوس را که توسط انجمن نویسندگان آفرو-آسیایی منتشر می‌شود، برعهده داشته‌است. موفقیت دیگر بسیسو دریافت جایزهٔ فلسطینی محافظ انقلاب(Arabic: درع الثورة) بوده‌است.